# Mietshaus Schumannstraße 24 (Radebeul)
Das Mietshaus Schumannstraße 24 steht im Stadtteil Serkowitz der sächsischen Stadt Radebeul. Das mit seiner Einfriedung unter Denkmalschutz stehende Wohngebäude errichtete 1901/1903 die Baufirma „Gebrüder Ziller“ nach Entwurf ihres Architekten Max Steinmetz.

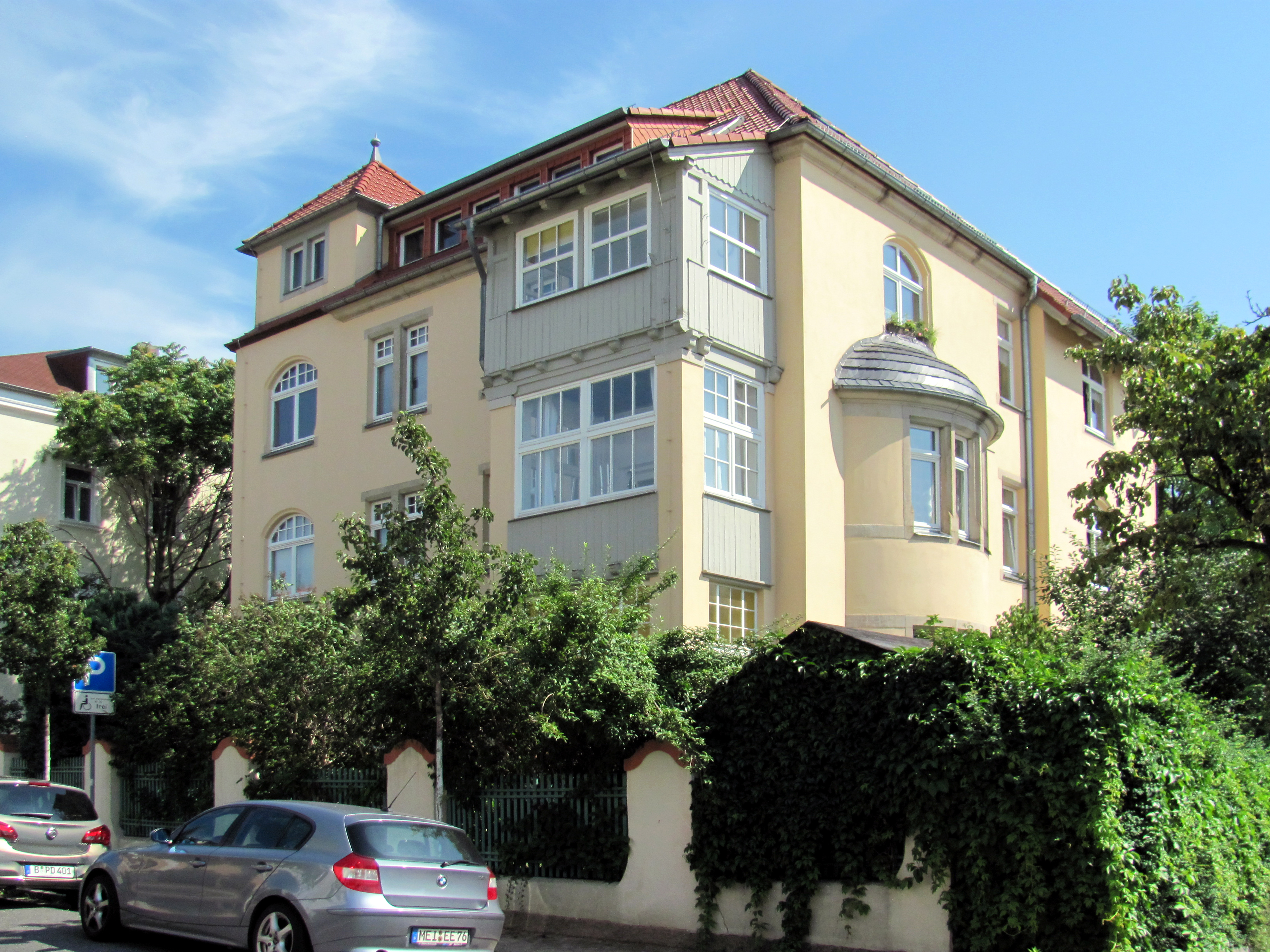
Mietshaus Schumannstraße 24

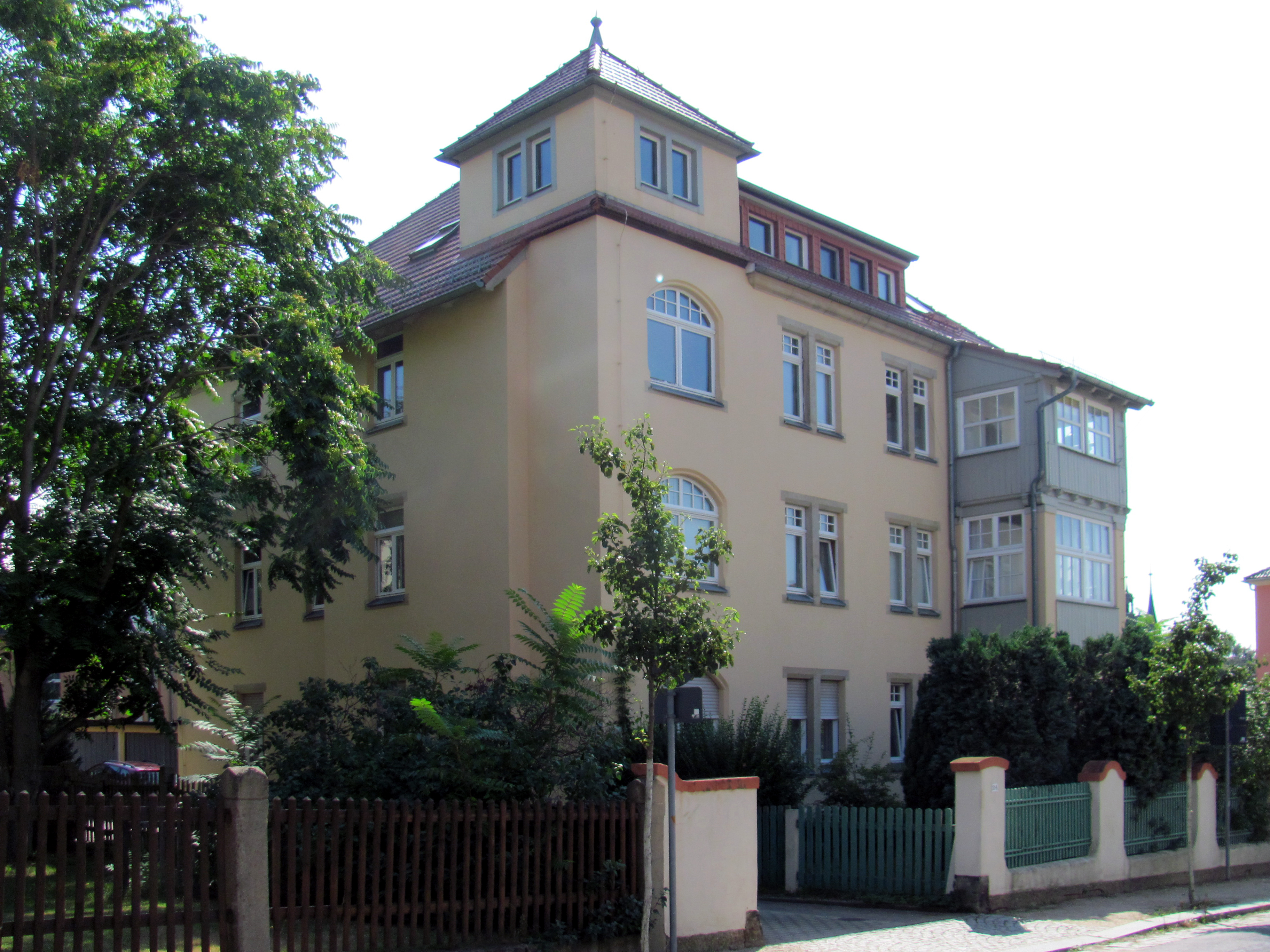
Mietshaus Schumannstraße 24

## Beschreibung
Das dreigeschossige, freistehende Mietshaus erhebt sich über einem Bruchsteinsockel, es hat ungegliederte Putzfassaden und ein mäßig steiles Zeltdach. Die unterschiedlichen Ansichten geben dem Gebäude ein asymmetrisches Aussehen.
In der Straßenansicht wird die linke Fensterachse durch Stichbogenfenster sowie ein aufgesetztes Türmchen mit Zeltdach betont. Vor der sich in Rücklage befindlichen rechten Fensterachse steht eine dreigeschossige, hölzerne Veranda.
In der rechten Seitenansicht steht ein viertelrunder Standerker. Der Eingang befindet sich auf der Rückseite.
Der Ausbau des Dachgeschosses zu einer Wohnung erfolgte 1920.
Die Einfriedung besteht aus Lattenzaunfeldern zwischen verputzten Pfeilern.